# Nombre de Jesús
Nombre de Jesús è un comune del dipartimento di Chalatenango, in El Salvador.